# Курганово (Ярославская область)
Курганово — деревня Огарковского сельского поселения Рыбинского района Ярославской области.
Деревня стоит на правом берегу реки Харенец, впадающей в Рыбинское водохранилище. В настоящее время это единственный населённый пункт на берегах реки. Деревня занимает крайнее юго-восточное положение в Огарковском сельском поселении, гранича с Назаровским сельским поселением. Просёлочная дорога от Курганово в западном направлении деревне Шлыково выходит на автомобильную дорогу Рыбинск — Арефино.
На 1 января 2007 года в деревне числился 1 постоянный житель. Деревню обслуживает почтовое отделение, расположенное в Волково..